# Charles Julien Brianchon
Charles Julien Brianchon (Sèvres, 19 dicembre 1783 – Versailles, 29 aprile 1864) è stato un matematico e artigliere francese.

## Biografia
All'età di diciotto anni entrò all'École polytechnique a Parigi dove fu allievo di Gaspard Monge. Pubblicò la sua prima opera "Sur les surfaces courbes du second degrè" sul Journal de l’Ecole Polytechnique, ancora prima di laurearsi. Si laureò nel 1808 e pur potendo continuare la carriera accademica, abbandonò gli studi per arruolarsi nell'esercito di Napoleone, dove divenne ben presto tenente di artiglieria e combatté valorosamente nelle campagne militari in Portogallo ed in Spagna. Nel 1813 fu costretto a lasciare l'esercito a causa di gravi problemi di salute. Cercò allora un posto nell'insegnamento, ma dovette aspettare fino al 1818 per avere la cattedra alla Scuola di Artiglieria delle Guardie Reali a Vincennes. Durante questi anni di disoccupazione scrisse diversi lavori di geometria proiettiva; in particolare tra il 1816 e il 1818 pubblicò parecchi articoli relativi allo studio delle coniche. 
Uno di questi articoli, scritto con Jean Victor Poncelet, "Recherches sur la dètermination d'une hyperbole èquilatère, au moyen de quatres condition onnèe"(1820), contiene una dimostrazione del teorema del cerchio a nove punti. Certamente non furono i primi a scoprire questo teorema, ma ne diedero una dimostrazione e per la prima volta fu utilizzato il nome tuttora in uso. Nel 1823 i suoi interessi si volsero principalmente all'insegnamento.

## Teorema di Brianchon
A ventun anni Brianchon riscoprì il teorema di Pascal riformulandolo in forma moderna:
"in un esagono inscritto in una sezione conica, i tre punti di intersezione dei lati opposti giacciono sempre su un'unica retta".
Inoltre, Brianchon dimostrò il teorema che porta il suo nome:
"In ogni esagono circoscritto ad una sezione conica, le tre diagonali si intersecano nel medesimo punto" (il punto di Brianchon)
I teoremi di Pascal e Brianchon occupano una posizione fondamentale nello studio delle coniche dal punto di vista proiettivo. Essi formano, inoltre, il primo chiaro esempio di una coppia di importanti teoremi duali. 
Due teoremi si dicono duali se si mutano l'uno nell'altro quando tutti gli elementi e tutte le operazioni sono sostituite dai loro duali. In geometria piana il punto e la retta si dicono elementi duali. Tracciare una retta passante per un punto su una retta e segnare un punto su una retta sono operazioni duali.
La natura duale dei teoremi di Pascal e Brianchon appare evidente se vengono formulati come segue:
Teorema di Pascal: "dati sei punti su una conica, si unisca ogni punto con il successivo mediante una retta, i tre punti ottenuti intersecando le rette opposte apparterrano allora ad una retta"
Teorema di Brianchon: "siano date sei tangenti ad una conica. Esse si intersecano a due a due in sei punti. Si traccino le rette che congiungono i punti opposti. Queste rette si incontreranno in un punto"

Il punto di Brianchon.

Queste relazioni intercorrenti fra i punti e le rette di una conica furono più tardi efficacemente sfruttate da Jean Victor Poncelet (1788-1867). Fra le prime scoperte fatte da Poncelet vi fu quella che fece in collaborazione con Brianchon e che venne pubblicata in un articolo firmato da entrambi sugli Annales di Gergonne del 1820-1821. In questo articolo Brianchon e Poncelet presentavano una dimostrazione del teorema che afferma:
"La circonferenza che passa per i piedi delle perpendicolari, abbassate dai vertici di qualsiasi triangolo sui lati opposti, passa anche per i punti di mezzo di questi lati oltre che per i punti di mezzo dei segmenti che congiungono i vertici con il punto di intersezione delle perpendicolari",
cioè il cerchio cosiddetto di Feuerbach (vedi figura) passante per i punti D, E ed F, piedi delle altezze relative ai tre lati del triangolo, passa per i punti H, I e G che sono i punti medi dei lati del triangolo; Inoltre il cerchio passerà anche per i punti L, M ed N punti medi dei segmenti AO, BO e CO.

## Opere e articoli
- Sur les surfaces courbes du second degré, 1806
- Recherches sur la dètermination d'une hyperbole èquilatère, au moyen de quatres condition onnèe, 1820
- Essai chimique sur les réactions foudroyantes, (1825) dove espose alcuni suoi studi sulle polveri da sparo